# Ricardo Londoño
Vous lisez un « bon article » labellisé en 2016.
Pour les articles homonymes, voir Londoño.
Pas d'image ? Cliquez ici
Ricardo Londoño-Bridge, né le 8 août 1949 à Medellín et assassiné le 18 juillet 2009 à San Bernardo del Viento, est un pilote automobile colombien. Il est connu pour avoir été le premier Colombien à prendre part à un weekend de Formule 1, lors d'une séance d'essais du Grand Prix du Brésil 1981.
Ricardo Londoño pilote jusqu'en 1979 dans des championnats locaux et nationaux, en stock-car et en vitesse moto où il remporte de nombreuses victoires. En 1979, il part en endurance aux États-Unis et participe à quelques courses du championnat IMSA GT. L'année suivante, il termine notamment septième des 24 Heures de Daytona et se classe douzième du championnat CanAm. Grâce à ses soutiens financiers nationaux importants liés à la caféiculture mais aussi au trafic de drogue, il part en Europe, fin 1980, disputer une course du championnat de Grande-Bretagne de Formule 1 qu'il termine à la septième position. Malgré son inexpérience, il est recruté, en grande partie pour son argent, par Ensign pour disputer le Grand Prix du Brésil 1981 de Formule 1. Il dispose d'une séance pour obtenir sa superlicence et participer au Grand Prix, voire à la suite du championnat. Il effectue de bons tours chronométrés mais percute Keke Rosberg, ce qui incite la FISA à ne pas lui accorder sa superlicence ; le Colombien est dès lors congédié par son équipe.
Grâce à ses soutiens illégaux, il participe, en 1981, à quelques courses de Formule 2 avant de retourner définitivement en Amérique. Malgré l'arrestation de plusieurs de ses commanditaires, il effectue encore quelques apparitions en championnat IMSA GT avant de se retirer définitivement du sport automobile en 1986. Par la suite, il retourne en Colombie où il exerce des activités illégales liées au trafic de drogue. Il voit la majorité de ses biens confisquée en 2000 et est assassiné, le 18 juillet 2009, lors d'un règlement de comptes.

## Biographie

### Débuts en Amérique (1949-1980)
Ricardo Londoño-Bridge naît le 8 août 1949 à Medellín et participe à des championnats colombiens de stock-car et de vitesse moto,. Cette période passée en Colombie reste assez obscure mais des périodiques locaux indiquent de nombreuses victoires du pilote dans son pays, lui permettant notamment d'être sacré champion national dans diverses catégories en moto et en stock-car durant les années 1970,,,. Il prend également contact avec le milieu du trafic de drogue dans la périphérie de Bogota, et y rencontre pour la première fois Pablo Escobar. En 1979, il rejoint l'Amérique du Nord et participe aux 12 Heures de Sebring et aux 250 miles de Daytona du Championnat IMSA GT sur une Porsche 935 ; dix-huitième à Daytona, il termine quarante-cinquième du championnat,. En 1980, il se classe septième des 24 Heures de Daytona, deuxième de sa catégorie, et termine l'année au dix-septième rang du championnat,. La même année, financé par un concessionnaire automobile de Cali, par un équipementier sportif américain et par des partenaires privés, il participe à la quasi-totalité du championnat CanAm (neuf courses sur dix) avec sa propre équipe, Londoño-Bridge Racing Team,. Il se montre très compétitif en terminant six fois dans les dix premiers, avec pour meilleur résultat une cinquième place à Mosport, et en finissant sixième sur les circuits de Sears Point, de Road America et de Riverside,. Il se classe finalement douzième du championnat.

### Arrivée en Europe et éphémère passage en Formule 1 (1980-1981)

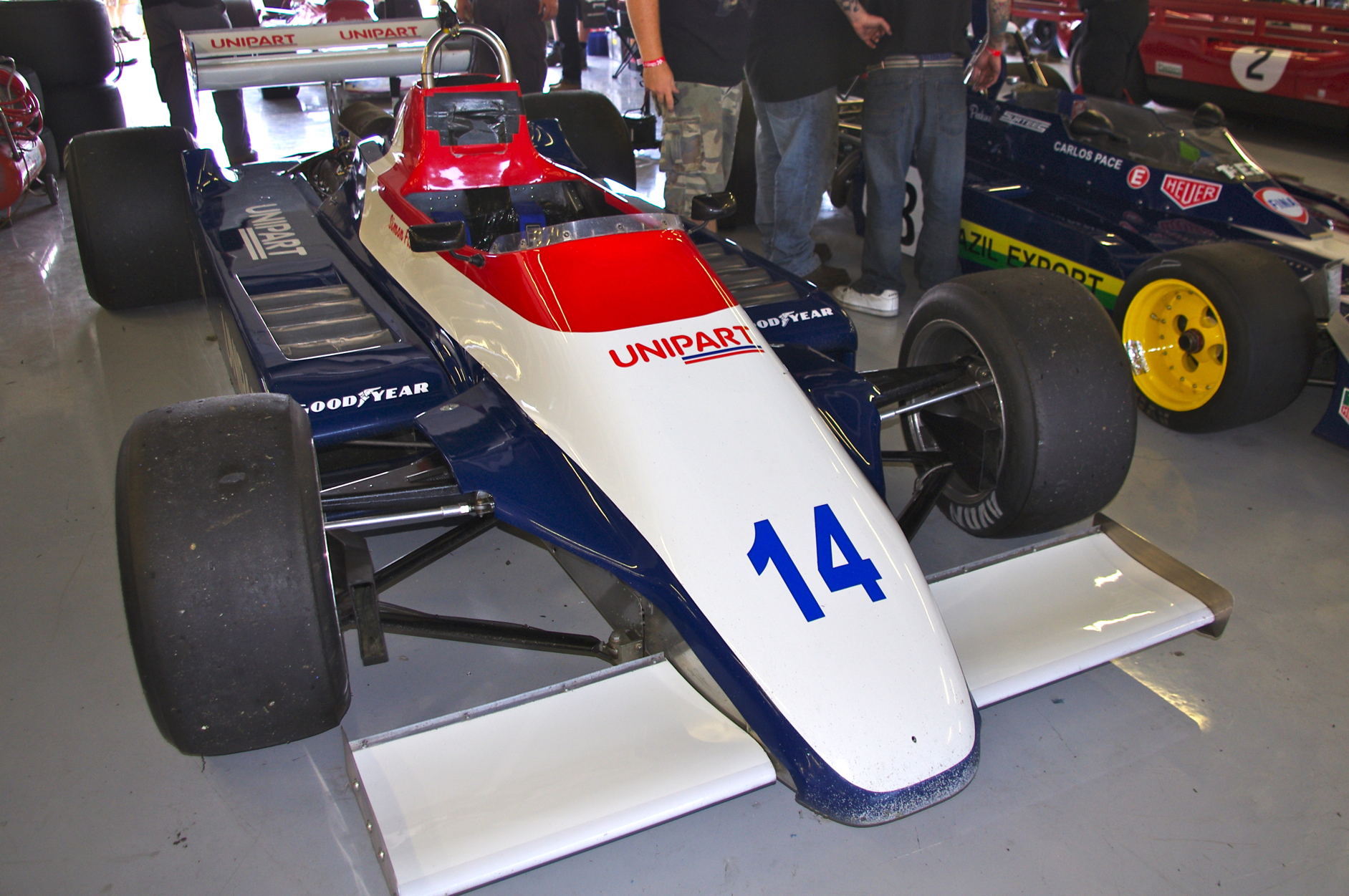
Ricardo Londoño-Bridge, lors de son unique séance d'essais au Grand Prix du Brésil 1981 pilote une version évoluée de l'Ensign N180 (ici, exposée à Silverstone en 2012).

Soutenu par la caféiculture colombienne et par Pablo Escobar, il part en Europe fin 1980 et loue une Lotus 78 à Colin Bennett pour participer au Trophée Pentax, la dernière course de la saison du championnat de Grande-Bretagne de Formule 1 (Aurora AFX Series), sur le circuit de Silverstone,. Colin Bennett qualifie le pilote colombien de 31 ans, de « prometteur ».
En essais libres, il subit un important accident mais les mécaniciens du Colin-Bennett Racing réparent la voiture à temps pour la course. Le 5 octobre 1980, il s'élance depuis une lointaine dix-huitième position, devant seulement deux voitures de Formule 2, et termine septième de la course, à la porte des points, en partie grâce à sa monoplace réputée pour être la meilleure de l'époque,,,.
En février 1981, Ricardo Londoño retourne brièvement aux États-Unis pour participer aux 24 Heures de Daytona et termine trente-troisième de l'épreuve sur une BMW M1. Il repart ensuite en Europe.
En 1981, l'équipe de Formule 1 Ensign connaît de graves difficultés financières après le départ de son commanditaire principal,. Après le premier Grand Prix de la saison, disputé par Marc Surer, Mo Nunn, le propriétaire de l'équipe recherche un pilote-payant pour redresser la situation financière de sa structure,,. Colin Bennett, qui avait loué la Lotus 78 l'année précédente, rejoint entretemps Ensign comme copropriétaire et suggère à Nunn de recruter Londoño pour le Grand Prix du Brésil,,. Celui-ci est totalement inconnu du monde de la Formule 1, au point que certains pilotes pensent que son nom est un pseudonyme.
Comme la Formule 1 retrouve le circuit de Jacarepaguá pour la première fois depuis trois ans, les pilotes prennent part, le mercredi, à une séance d'« acclimatation » pour s'adapter au circuit. S'il n'a pas encore sa superlicence nécessaire pour participer à la course, Ricardo Londoño est autorisé à  participer à cette séance durant laquelle il effectue une dizaine de tours avec l'Ensign N180B, avec un meilleur temps de 1 min 41 s 44, à quatre secondes du meilleur tour de Carlos Reutemann ; il réalise le dix-huitième temps, entre Gilles Villeneuve et Nelson Piquet et devance une dizaine de pilotes,,. Toutefois, il gêne et énerve fortement Keke Rosberg qui, pour se venger, freine plus tôt que nécessaire juste devant lui avant un virage et force le Colombien à le percuter,. Le jugeant coupable de l'accident car il aurait pu éviter Rosberg, la FISA n'accorde pas la superlicence à Londoño au terme de la séance,. Ce refus de superlicence s'explique également par l'enquête des organisations de la Formule 1 sur ce pilote et sur ses accointances avec le cartel de Medellín et Pablo Escobar. Licencié par son équipe, qui garde l'argent colombien, il est remplacé par Marc Surer qui termine quatrième de la course avec le meilleur tour,. Ricardo Londoño-Bridge, bien que non-partant pour la course, reste le premier Colombien à avoir pris part à un weekend de Formule 1.

### Fin de carrière en sport automobile (1981-1986)
En 1981, grâce à ses soutiens nationaux, il participe à quelques courses de Formule 2 chez Docking-Spitzey Team-Toleman, après avoir réussi à convaincre Alan Docking, le directeur de l'équipe, de le recruter,. Il passe les préqualifications de justesse puis se qualifie en dernière position pour le Grand Prix de Pau. Le 8 juin 1981, lors de la course, de nombreux pilotes sortent de la piste ou sont victimes de problèmes mécaniques, ce qui permet à Ricardo Londoño-Bridge de terminer neuvième du Grand Prix,,.
Engagé sur Lola T850 au Grand Prix de la Méditerranée, à Pergusa, il effectue de bonnes qualifications mais voit sa course interrompue par un problème moteur au vingt-cinquième tour,. À Spa-Francorchamps, après de bonnes qualifications, un problème mécanique abrège sa course au quinzième tour,. À Donington Park, il se qualifie en vingt-troisième position. Toutefois, il ne prend pas le départ après être sorti violemment de la piste lors du warm-up ; le châssis de sa Toleman n'a ensuite plus jamais été utilisé.
À la fin de l'année 1981, il retourne en Amérique, remportant notamment, en catégorie GT, les 3 Heures de Medellín. Alors qu'il doit, grâce au soutien de personnalités sud-américaines recherchées puis arrêtées par la police, retourner en CanAm en 1982, il ne participe finalement à aucune course cette année,. À partir de 1983, en championnat IMSA GT, il fait quelques apparitions sans aucune grande performance excepté une sixième place aux 250 miles de Daytona en 1983,,. En 1984, il participe à trois courses du championnat IMSA avec pour meilleur résultat une quatorzième place sur vingt-trois concurrents aux 250 miles de Daytona. En 1985, engagé sur trois courses, il ne prend part qu'au Grand Prix de Miami durant lequel il abandonne après onze tours,,,. En 1986, aux côtés de Diego Montoya, l'oncle de Juan Pablo, il doit prendre part aux 24 Heures de Daytona, manche du championnat IMSA GT, mais déclare forfait et abandonne sa carrière de pilote automobile.

### Reconversion dans le trafic de drogue et assassinat (1986-2009)
Ricardo Londoño se reconvertit dans la vente d'avions, d'hélicoptères et de bateaux à des narcotrafiquants reconnus, se rapprochant encore plus du milieu du trafic de drogue. En novembre 1998, dans une de ses propriétés, la police découvre 1 200 kg de cocaïne. Malgré cela, en juin 1999, il effectue une très brève apparition lors d'une course départementale de vitesse moto à Medellín, et s'impose en catégorie 1 001–2 000 cm3. En décembre 2000, la brigade financière lui confisque ses propriétés et ses voitures de collection, d'une valeur de dix millions de dollars (vingt milliards de pesos), acquises en s'enrichissant illégalement grâce au trafic de drogue et grâce à ses liens avec le cartel de Medellín,,. L'opération, nommée Blanco y verde (« Blanc et vert »), est menée dans les départements d'Antioquia, de Córdoba et dans l'archipel de San Andrés, et consiste à la saisie de presque tous ses biens.
Il reste dans son hôtel de la baie de Cispatá, une station balnéaire voisine de San Bernardo del Viento dans le golfe de Morrosquillo, où, le 18 juillet 2009, il est assassiné avec deux autres personnes, consultants pour une entreprise illicite,,,,,.
Les témoins déclarent que six hommes, lors d'un règlement de comptes commandité par un baron de la drogue colombien, ont surgi et les ont fusillés, Ricardo Londoño recevant douze balles, dont trois dans la tête. Il est enterré le 20 juillet 2009, près de la paroisse Sainte-Marie-des-Anges (Parroquia Santa María de los Ángeles) de Medellín, sa ville natale. Le tueur présumé, Jasson Erlevis Leudo Chavera, alias « Kevin », membre principal de la bande criminelle « Los Urabeños » basée à San Antero (dans le golfe de Morrosquillo) est arrêté en mai 2010,.

### Vie privée et hommages
Ricardo Londoño-Bridge n'a aucun rapport avec le London Bridge comme certains l'ont cru lors de son arrivée en Formule 1. Ce patronyme n'est pas non plus un pseudonyme mais un nom composé, son père se nommant Londoño et sa mère Bridge. Il s'est marié avec Janet Toledo Franco, devenue Janet Toledo de Londoño, avec qui il a eu quatre enfants : Samuel, Estefanía, Erika et Moisés.
Londoño est surnommé Cuchilla, ce qui signifie « lame », qui lui vient de son « esprit vif ». En 1980, Carlos Eduardo Uribe réalise un court métrage intitulé Ciento ochenta kilómetros por hora. Ce documentaire présente le monde automobile en Colombie et les principaux représentants de l'époque de ce sport, à savoir Ricardo Londoño, Roberto José Guerrero et Pilar Mejía.

## Résultats en compétition automobile
| Saison     | Championnat                                                                   | Écurie - Véhicule                                                          | Courses                 | Points | Classement |
| ---------- | ----------------------------------------------------------------------------- | -------------------------------------------------------------------------- | ----------------------- | ------ | ---------- |
| Avant 1979 | Championnats de Colombie de stock-car Championnat de Colombie de vitesse moto | ?                                                                          | ?                       | ?      | ?          |
| Avant 1979 | Championnats de Colombie de vitesse moto                                      | Yamaha 350 cm3                                                             | ?                       | ?      | ?          |
| 1979       | Championnat IMSA GT                                                           | Porsche 935                                                                | 2                       | 4      | 45e        |
| 1980       | Championnat du monde des voitures de sport                                    | de Narváez Racing Porsche 911 Carrera RSR                                  | 2                       | 15     | 104e       |
| 1980       | Championnat IMSA GT                                                           | de Narváez Racing Porsche 911 Carrera RSR                                  | 2                       | 16     | 17e        |
| 1980       | CanAm                                                                         | Londoño-Bridge Racing Team Lola T530-Chevrolet                             | 9                       | 15     | 12e        |
| 1980       | Championnat de Grande-Bretagne de Formule 1 (Aurora AFX Series)               | Lotus 78-Cosworth                                                          | 1                       | 0      | non classé |
| 1981       | Formule 1                                                                     | Ensign Ensign N180B-Cosworth                                               | 0 (1 non-participation) | 0      | non classé |
| 1981       | Championnat IMSA GT                                                           | Red Lobster Racing BMW M1                                                  | 1                       | 0      | non classé |
| 1981       | Formule 2                                                                     | Docking-Spitzley Toleman TG280 (trois courses) Lola T850-Hart (une course) | 4 (3 départs)           | 0      | non classé |
| 1983       | Championnat IMSA GT                                                           | Holly Racing Phœnix JG-1-Chevrolet                                         | 4                       | 0      | non classé |
| 1984       | Championnat IMSA GT                                                           | Chevrolet Corvette                                                         | 2                       | 0      | non classé |
| 1984       | Trans-Am Series                                                               | Chevrolet Corvette                                                         | 1                       | 0      | non classé |
| 1985       | Championnat IMSA GT                                                           | Londoño-Bridge Racing Team Pontiac Firebird                                | 1                       | 0      | non classé |